# 高野六郎
高野 六郎（たかの ろくろう、1884年（明治17年）9月3日 - 1960年（昭和35年）12月15日）は、日本の医学者。慶應義塾大学医学部教授・厚生省予防衛生局長などを歴任。予防衛生の先駆者。勲一等瑞宝章受章。

## 人物
茨城県八千代町生まれ。1909年（明治42年）12月、東京帝国大学医科大学を卒業。内務省伝染病研究所技師、北里研究所所長、慶應義塾大学医学部教授、厚生省予防衛生局長などを歴任し、結核予防会の設立、医療機関の整備に尽力した。コレラ菌や腸チフス菌、各種ワクチンの研究や公衆衛生の指導に取り組み医学界に貢献した。また、ラサ島住民に感チフスワクチンの予防接種を行った。勲一等瑞宝章を受章。
また、高野は文筆家としての側面も有しており、随筆集を出すほどでもあった。高校・大学時代には斎藤茂吉と同級であり、自身も青坡と号するアララギ派の歌人であったことが知られている。

### 内務省式改良便所の設計者
内務省衛生局に入って以来、寄生虫や感染症の予防のため、都会のように下水道や水洗便所を整備することができない農村の事情に鑑み、汲取便所の改良に執念を燃やした。
当時は改良便所として、大正便所や昭和便所などの先駆的な試みが存在したが、高野はチフス菌、赤痢菌、コレラ菌などを培養した便汁を3年浴び続け、ついに全ての菌や寄生虫を死滅させる、衛生的な内務省式改良便所を1927年に完成させる。その苦労は『便所の進化』（1941年）に詳しい。
ただし、隔壁が2枚の昭和便所に対して、内務省式改良便所は隔壁が4枚と多いために便池が詰まりやすい問題があり、汲取口とは別に掃除口を設ける必要があるなど面倒で、実用に難があったので、内務省が直々に普及を図ったにもかかわらずあまり普及しなかった。そのため、戦後に隔壁を少なくするなどさらに改良した「厚生省式改良便所」が開発された。この「厚生省式改良便所」をベースとして昭和25年施行の建築基準法第31条に定められたのが現行の汲取便所である「改良便槽」である。
つまり、高野は文筆家として「内務省式改良便所」に至るまでの日本の便所の進化をまとめたという点と、「内務省式改良便所」の設計によって現在の日本の便所（と言っても平成時代以降の日本のトイレはほとんど水洗だが）の基礎を築いたという点で、日本の便所の歴史において重要な人物である。

### ハンセン病隔離政策の推進者
戦時中の厚生省の衛生部門のトップとして、ハンセン病患者の隔離政策を推し進めた。
一方で、文学者として、自らハンセン病療養所の作詞を行っている。戦時中は国策である優生思想に基づく日本民族の浄化を推し進めていたことから、「民族浄化目指しつつ 進む吾等の保養院」（北部保養院の院歌）など、露骨なものが多い。

## 著書

### 単著
- 『実地指針免疫治療及免疫予防』南山堂書店、1921年11月。 NCID BN08131824。全国書誌番号:43005616。
- 『実用微生物学』近世医学社、1922年7月。 NCID BA68740727。全国書誌番号:43005621。
- 『隨筆 屎尿屁』富士書房、1928年。全国書誌番号:21345296。
- 『伝染病学及衛生学』松華堂書店、1929年3月。 NCID BA78004965。全国書誌番号:47009817。
- 『予防の出来る病気』四条書房、1931年3月。 NCID BA46572582。全国書誌番号:47016816。
- 『医者の黒焼』サイレン社、1936年5月。 NCID BA69966317。全国書誌番号:46043942。
- 『衛生読本』日本評論社、1937年12月。 NCID BB22633544。全国書誌番号:46044920。
- 『結核予防国民読本』結核予防会、1939年10月。 NCID BN07369489。全国書誌番号:44014970。
- 『結核の予防』金原商店〈臨牀医学講座 第151輯〉、1939年。全国書誌番号:46073022。
- 『国民病の予防と撲滅』保健衛生協会〈体力向上講座 第1巻〉、1939年9月。 NCID BN1134268X。全国書誌番号:48013198。
- 『便所の進化』厚生閣〈国民科学 2〉、1941年11月。 NCID BN05709134。全国書誌番号:46042646。
- 『予防医学ノート』河出書房、1942年7月。 NCID BN0634615X。全国書誌番号:46043535。
- 『医術と医道』同盟通信社〈同盟戦時特輯 13〉、1943年2月。 NCID BB07409046。全国書誌番号:44028068。
- 『銀座の鰯』北光書房、1944年6月。 NCID BN09222244。全国書誌番号:71009774。
- 『結核の予防方策と施設』東西医学社〈大日本結核全書 第49輯〉、1944年7月。 NCID BA44774156。全国書誌番号:46036880。
- 『青年健康訓』柏葉書院、1944年12月。 NCID BA30611073。全国書誌番号:46039485。
- 枝元長夫 編『お臍の効用』北光書房、1947年5月。 NCID BA87036248。全国書誌番号:71009774。
- 『衛生第一』二宮書店〈赤十字保健新書 6〉、1947年12月。 NCID BA38046609。全国書誌番号:46016352。
- 『健康医学』雄山閣、1949年3月。 NCID BA42378307。全国書誌番号:46016353。
- 『結核の予防と施設』東西医学社〈日本結核全書 第46輯〉、1950年7月。 NCID BA51033995。全国書誌番号:57010159。
- 『北里柴三郎 細菌学の父』伊勢田邦彦絵、ポプラ社〈偉人伝文庫 33〉、1954年1月。 NCID BA59333052。全国書誌番号:45021997。
- 『ローベルト・コッホ』主婦之友社〈文化を築いた人々 4〉、1951年6月。 NCID BA83710776。全国書誌番号:51004206。
- 『北里柴三郎』伊藤幾久造絵、講談社〈講談社の絵本 130〉、1955年。全国書誌番号:45039477。
- 『北里柴三郎』日本書房〈現代伝記全集 3〉、1959年10月。 NCID BA37501357。全国書誌番号:59009017。
- 『高野六郎歌集』新星書房、1961年12月。 NCID BA3600675X。

### 共著
- 高野六郎、柴山知輝『食物衛生』雄山閣、1945年3月。 NCID BA30541874。
  - 高野六郎、柴山知輝『食物衛生』（5版）雄山閣、1948年5月。 NCID BN12159678。全国書誌番号:48014513。
- 宮島幹之助、柴高野六郎「北里柴三郎伝」『北里柴三郎読本』 上、書肆心水、2013年1月。ISBN 9784906917099。 NCID BB11815845。全国書誌番号:22202293。

### 編集
- 『普通教育 兵式教練提要』盛文館、1911年6月。全国書誌番号:41022237。

### 共編
- 高野六郎、金井章次 編『臨牀実験微生物学・血清ワクチン化学療法』近世医学社〈近世臨牀医学叢書 第6編〉、1917年11月。 NCID BA66986624。全国書誌番号:43005773。
- 宮島幹之助、高野六郎 編『北里柴三郎伝』北里研究所、1932年8月。 NCID BA30485310。全国書誌番号:46081564。